# E데일리 수소전기차
e데일리 수소전기차(영어: eDAILY FCEV)는 7톤 급 대형 밴이며, 현대자동차와 이베코그룹의 2번째 협업 결과물이다.

## 상세
2022년 9월 19일, IAA 하노버 상용차 박람회에서 최초 공개됐다. e데일리 수소전기차는 이베코그룹의 대표 밴 데일리를 기반으로 하는 차량이며, FPT 인더스트리얼의 최고 출력 140kW 급 전기모터와 현대자동차의 90kW 급 수소연료전지시스템을 탑재했다. 
충전 시간은 15분 내외로 1회 충전 시 최대 350km를 주행 가능하며, 최대 적재량은 3톤이다.

## 같이 보기
- 현대자동차
- 이베코
- 수소연료전지
- 전기모터